# Île Snow Hill
L'île Snow Hill (Cerro Nevado en espagnol) est une île située au large de l'Antarctique, séparée de l'île James Ross par le détroit de l'Amirauté, et vers l'Est de la péninsule Antarctique.
Elle fut découverte et nommée en 1843 lors de l'expédition Erebus et Terror de James Clark Ross, bien que ce soit l'expédition suédoise Antarctic de Otto Nordenskjöld au début du XXe siècle qui permit de confirmer le caractère insulaire de la terre.

## Bases antarctiques
C'est en février 1902 qu'Otto Nordenskjöld et 3 membres du navire Antarctic sont déposés sur l'île pour un hivernage. Le navire ayant été pris dans les glaces l'année suivante, ils durent être secourus par la corvette Uruguay en novembre 1903. 
Les Suédois ont monté une cabane préfabriquée, en bois, recouverte par des feuilles de carton bitumées. Faisant 6,5 m sur 4 m, elle se compose de quatre plusieurs pièces, trois chambres pouvant accueillir deux personnes chacune, la cuisine et un réfectoire / salle de travail.
L'Argentine prend possession de l'île le 8 janvier 1954, et rebaptise la cabane : Refugio Suecia (refuge suédois). Le Refugio naval Betbeder (es) est construit à proximité. 
Le refuge suédois de l'île Snow Hill a été restauré. Il est transformé en un musée qui expose des objets utilisés lors de l'expédition. Sa conservation a été confiée de manière conjointe à l'Argentine et à la Suède. Il est classé comme monument historique de l'Antarctique.

## Manchots empereurs
Une colonie inconnue de manchots empereurs est découverte en 1997 lors d'un survol aérien, au sud de l'île. La présence de cette 44e colonie d'empereurs (environ 2 000 individus) est confirmée par la venue sur place, en novembre 2004, du brise-glace Kapitain Khlebnikov.

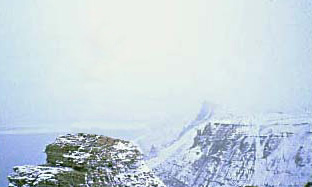
Île Snow Hill, janvier 1999.